# Gertrud van Oostenrijk

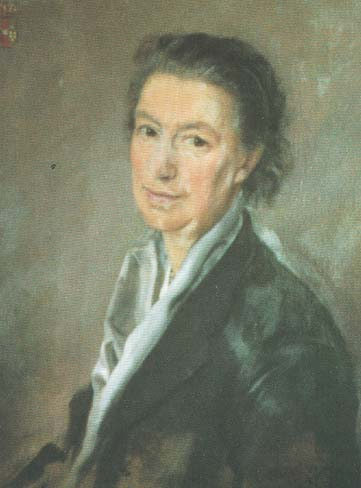
Aartshertogin Gertrud van Oostenrijk

Gertrud van Oostenrijk (Wallsee-Sindelburg, 19 november 1900 - Ravensburg, 20 december 1962) was een aartshertogin van Oostenrijk. Gertrud was een dochter van aartshertog Franz Salvator van Oostenrijk en aartshertogin Marie-Valerie van Oostenrijk. In 1930 verloor ze haar zus, Elisabeth Fransisca (Ella).
Ze trouwde op 29 december 1931 met graaf George van Waldburg-Zeil-Hohenems, die eerst met haar zus Ella getrouwd was.

## Kinderen
Naast de vier kinderen die George had met Ella, kregen Gertrud en George twee kinderen.
- Sophie (1932)
- Joseph (1934)